# New Philadelphia (Ohio)
New Philadelphia es una ciudad ubicada en el condado de Tuscarawas en el estado estadounidense de Ohio. En el Censo de 2010 tenía una población de 17288 habitantes y una densidad poblacional de 795,96 personas por km².

## Geografía
New Philadelphia se encuentra ubicada en las coordenadas 40°29′11″N 81°26′25″O / 40.48639, -81.44028. Según la Oficina del Censo de los Estados Unidos, New Philadelphia tiene una superficie total de 21.72 km², de la cual 21.28 km² corresponden a tierra firme y (2.03%) 0.44 km² es agua.

## Demografía
Según el censo de 2010, había 17288 personas residiendo en New Philadelphia. La densidad de población era de 795,96 hab./km². De los 17288 habitantes, New Philadelphia estaba compuesto por el 94.02% blancos, el 1.2% eran afroamericanos, el 0.4% eran amerindios, el 0.61% eran asiáticos, el 0.38% eran isleños del Pacífico, el 1.58% eran de otras razas y el 1.8% pertenecían a dos o más razas. Del total de la población el 4.25% eran hispanos o latinos de cualquier raza.